# Eunemobius trinitatis
Eunemobius trinitatis är en insektsart som först beskrevs av Scudder, S.H. 1896.  Eunemobius trinitatis ingår i släktet Eunemobius och familjen syrsor. Inga underarter finns listade i Catalogue of Life.